# Onitis granulisetosus
Onitis granulisetosus là một loài bọ cánh cứng trong họ Bọ hung (Scarabaeidae).